# Maturato previdenziale
Il maturato previdenziale riferito ad un cittadino lavoratore, nel campo del sistema pensionistico pubblico in Italia relativamente al calcolo della pensione di vecchiaia, corrisponde alla potenziale rendita vitalizia determinata in base alla normativa previdenziale vigente  ed ai requisiti soggettivi posseduti.
Il concetto è stato introdotto in sede giurisdizionale per la valutazione della applicazione del principio del pro rata.
La definizione fa parte della giurisdizione creativa tipica del sistema giudiziario amministrativo italiano.

### Web
- Stefania Scarpone, Discriminazione per età ricambio generazionale discriminazione di genere nei recenti orientamenti della Corte di Giustizia Ue, in Rivista Giuridica del Lavoro e della Previdenza Sociale. URL consultato il 14 novembre 2014 (archiviato dall'url originale il 29 novembre 2014).
- Anche il contributo previdenziale è un “tributo”, su cartelle-esattoriali.diritto.it. URL consultato il 5 dicembre 2013 (archiviato dall'url originale il 27 marzo 2016).
- GUIDA PRATICA al PAGAMENTO delle IMPOSTE, su agenziaentrate.gov.it. URL consultato il 28 dicembre 2013 (archiviato dall'url originale il 20 marzo 2013).

### Sentenze
- Sentenza Corte di Cassazione n. 24221 del 13/11/2014, su teleconsul.it. URL consultato il 13 novembre 2014.
- Sentenza Corte di Cassazione n. 8847 del 18/04/2011 (PDF) [collegamento interrotto], su italgiure.giustizia.it. URL consultato il 1º settembre 2014.